# Голендра
Голе́ндра — село в Україні, у Підгаєцькій міській громаді Тернопільського району Тернопільської області. Розташоване в південно-західній частині району, неподалік міста Підгайці. Адміністративно підпорядковувалося Староміській сільській раді. До 1990 року належало до Бережанського району.
Населення — 309 осіб (2001).

## Історія
Відоме з 18 століття. Назва села, ймовірно, походить від голландців, які заснували тут поселення на голендерському праві.
У кінці 1840-х належало княгині Чарторийській.
Діяли філії українських товариств “Просвіта”, “Рідна школа”, “Сокіл”, “Сільський господар” та інших, а також кооператива. 
До 1939 р. біля села було поселення польських колоністів – Мазури (нині вулиця села). 
На фронтах Другої світової війни загинули Петро Кінаш (р. н. невід.), Володимир Концур (1914 р. н.), Михайло Холодняк (1910 р. н.), пропали безвісти Павло Драпак (1919 р. н.), Дмитро Кінаш (1915 р. н.), Степан Пеля (1910 р. н.), Дмитро Товпаш (1915 р. н.). 
До 1946 переважало польське населення.
12 червня 2020 року, відповідно до розпорядження Кабінету Міністрів України № 724-р «Про визначення адміністративних центрів та затвердження територій територіальних громад Тернопільської області» увійшло до складу Підгаєцької міської громади.
19 липня 2020 року, в результаті адміністративно-територіальної реформи та ліквідації Підгаєцького району, село увійшло до складу Тернопільського району.

## Населення
За переписом населення України 2001 року в селі мешкало 308 осіб. 100 % населення вказало своєю рідною мовою українську мову.

## Галерея

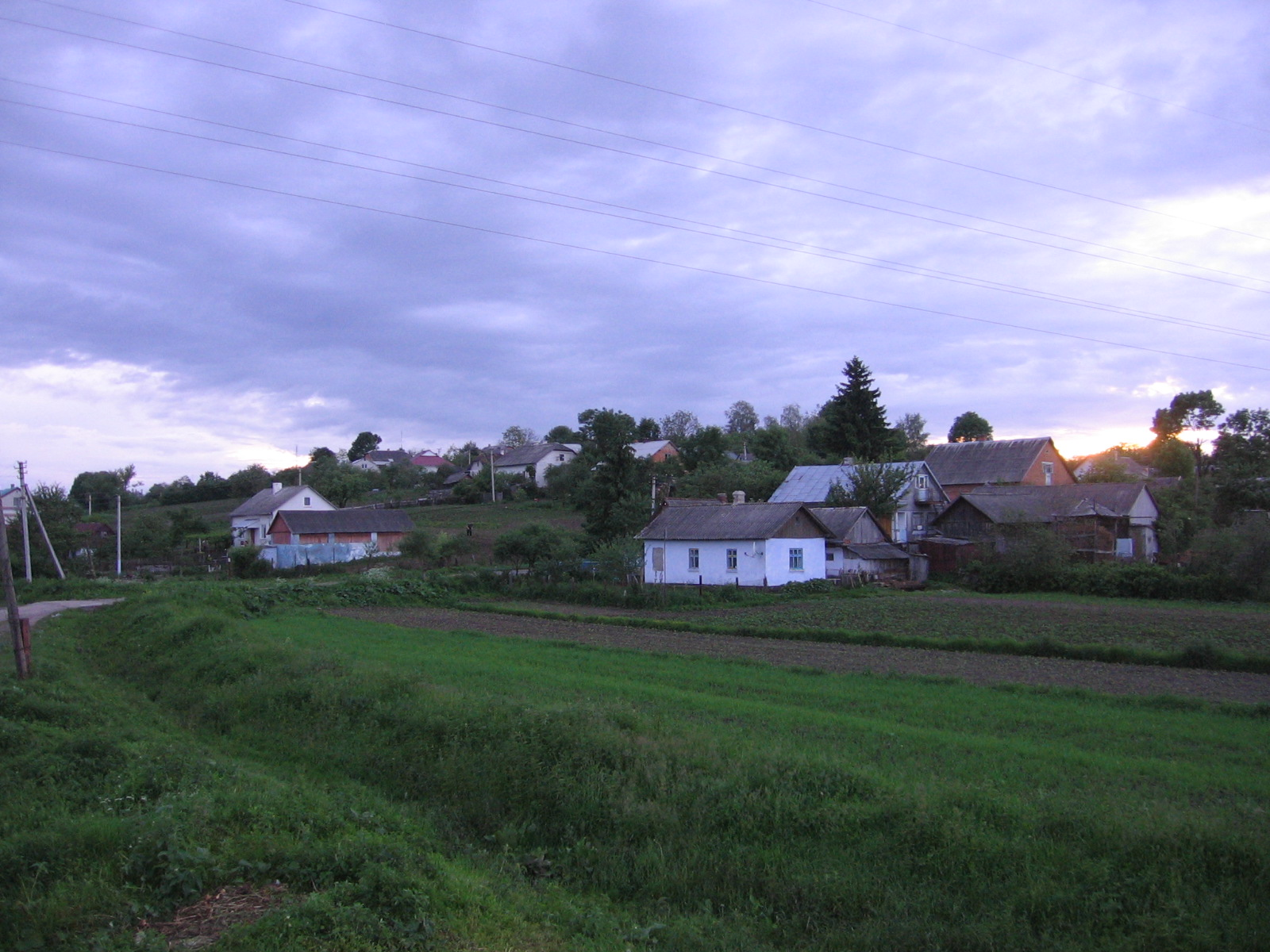
Загальний вид на Голендру (2010 р.)
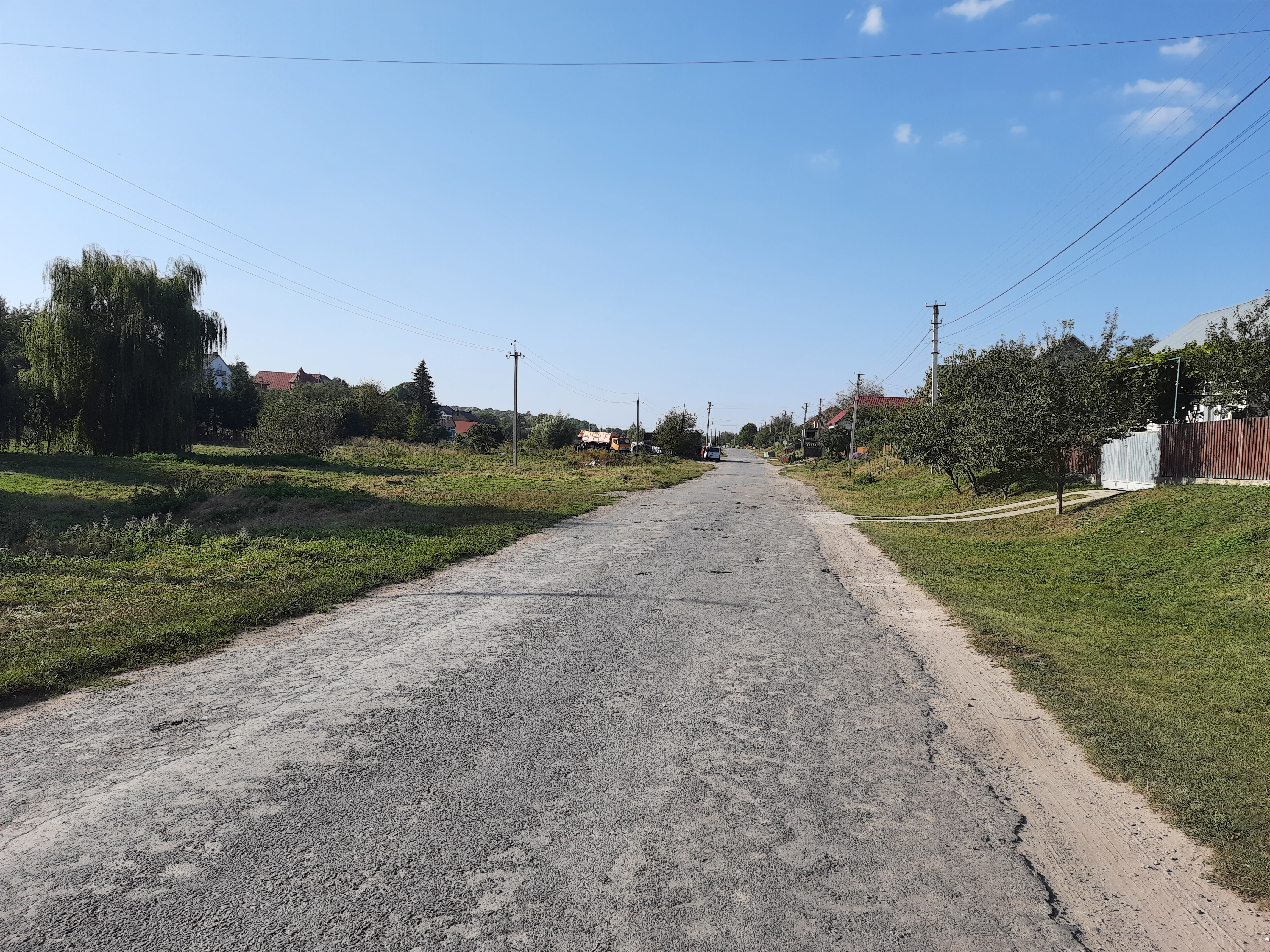
Сільська вулиця
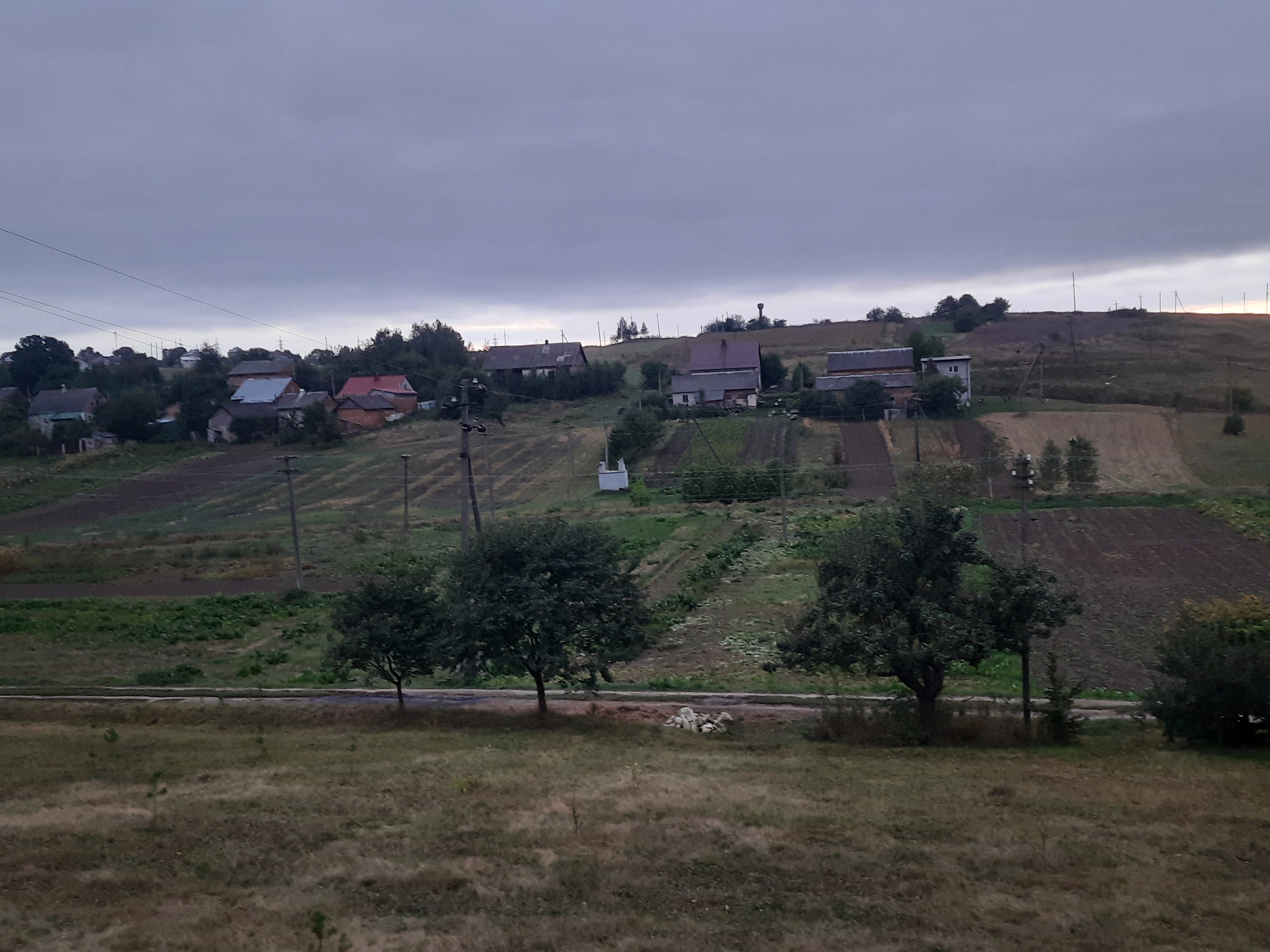
Сільський пейзаж
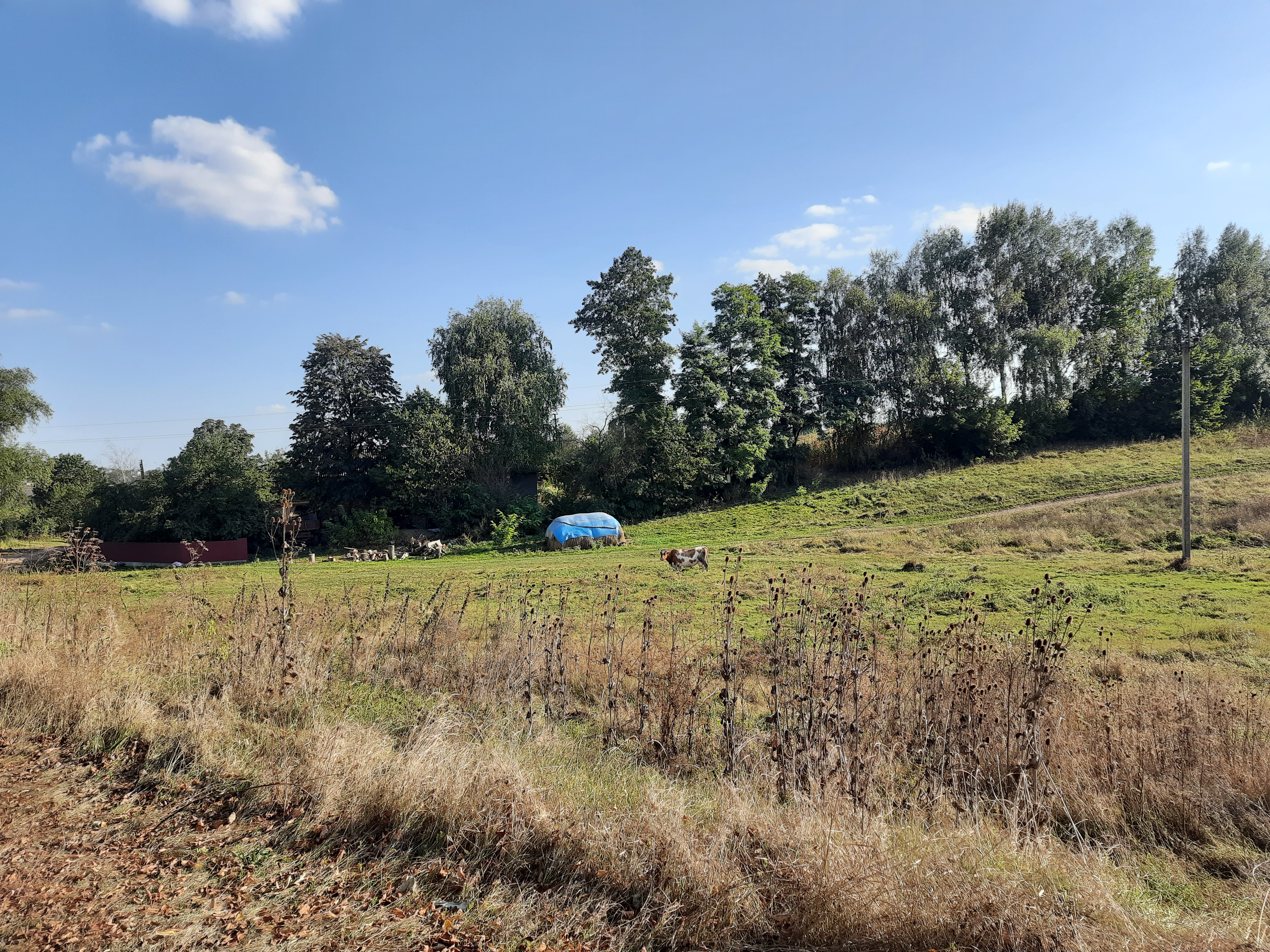
Краєвид біля села